# Фульд, Ашиль
Ашиль Фульд (1800—1867) — французский политический деятель.

## Биография
Сын богатого банкира-еврея, управлял вместе со старшим братом Бенуа Фульдом банкирским домом Фульд-Оппенгейм в Париже. В 1842 г. избран, в 1846 г. переизбран в палату депутатов, где явился горячим сторонником правительства (Гизо); выступал чаще всего по финансовым, в частности, таможенным вопросам.
Убежденный монархист, Фульд сошёл с политической сцены во время Февральской революции и выпустил брошюры «Observations sur la question financière, adressées à l’Assemblée Constituante» и «Pas d’assignats», в которых резко, но с удачным подбором фактов критиковал финансовую деятельность временного республиканского правительства. В сентябре 1848 г. он был выбран в учредительное собрание, где занял место в рядах правой.
С избрания президентом республики Луи Наполеона, Фульд явился одним из его сторонников. Переизбранный в 1849 г. в законодательное собрание, он в октябре 1849 г. получил пост министра финансов в правительстве 31 октября, с которого началось личное управление президента, и потом сохранил его (с перерывом в январе-апреле 1851 г.) до января 1852 г. Он оказал крупную услугу Наполеону, потребовав у национального собрания (май 1850 г.) и добившись увеличения кредитов на представительство президента до 3000000 франков (с 600000), и потом ещё добавочных 600000 на переделки во дворце (июнь 1850 г.). Его обвиняли даже в том, что он давал в распоряжение президента значительные суммы, не вотированные ещё национальным собранием, но это не может быть доказано. Ему принадлежит инициатива основания Crédit mobilier, перераспределение поземельных налогов на основании нового кадастра, отмена принудительного курса ассигнаций и т. д.
В 1851 г. был одним из участников государственного переворота. Обнаружил большую распорядительность и энергию, спас страну от значительного биржевого кризиса и удержал финансы Франции на должной высоте. Вышел в отставку из-за несогласия с конфискацией имуществ Орлеанской фамилии, но назначен сенатором, а через несколько месяцев государственным министром, потом (14 декабря 1852 г.) министром императорского двора. В 1860 г. вышел в отставку. В 1861 г. он обратился к императору с докладной запиской, в которой очень зло критиковал финансовую политику правительства, указывал на созданное ею затруднительное положение финансов Франции, грозящее серьёзным кризисом, и настойчиво советовал императору отказаться от принадлежащего ему по конституции права определять сверхсметные ассигнования помимо законодательного корпуса, указывая на то, что пользование им обращает в фикцию бюджетные права законодательного корпуса. Наполеон признал совершенную правильность замечаний Фульда и вновь назначил его министром финансов (ноябрь 1861 г.) на место Форкада де ла Рокетта. В это министерство Фульд начал производить конверсию некоторых государственных долгов, но сделал в этом направлении весьма мало. В январе 1867 г. он вышел в отставку вследствие замены адресов, представляемых законодательным корпусом, правом интерпелляций.
Фульд был избран в 1857 г. в члены Академии изящных искусств. Был женат на протестантке, но сам формально оставался евреем; однако он был погребен по протестантскому обряду.

## Семья
Невесткой Ашиля Фульда (женой его сына, также известного политика) была актриса Симонен, игравшая под псевдонимом Гюстав Алле. В том браке родились две сестры-художницы, Консуэло Фульд и Жорж Ашиль-Фульд.